# Bürgerrechtsbewegung Halle (Saale)
Die Bürgerrechtsbewegung in Halle (Saale), die sich 1989 während der Wende bildete, war Träger der friedlichen Revolution zur Beendigung der SED-Diktatur.
Wie in vielen anderen Städten der DDR schlossen sich kleine Bürgerrechtsgruppen in den 1980er Jahren in Halle (Saale) zu einer größeren Bewegung zusammen. In Kirchengemeinden trafen sie sich um auf Verstöße gegen grundlegende Menschenrechte durch das kommunistische SED-Regime hinzuweisen.
Neben dieser Entwicklung regte sich auch an der örtlichen Universität immer mehr Widerstand von Mitarbeitern und Studenten, gegen die Verfolgung von Demokraten durch Stasi und SED. 
Die Bürgerrechtsbewegung in Halle unterschied sich von den Bürgerrechtsgruppen in anderen DDR-Großstädten durch ihre konzeptionelle Arbeit. In Halle wurde der einzige in der DDR verfasste Aufstandsaufruf verfasst, der sogar in den Westen geschmuggelt werden konnte. Es handelte sich um ein Lehrbuch für die bevorstehende Revolution, in dem an Biografien bedeutender Revolutionäre aus der Geschichte Lehren für die Durchführung der anti-kommunistischen Revolution gezogen wurden. Der Revolutionsaufruf wurde 1999 unter dem Titel "Unsere Revolution ist noch nicht zu Ende" publiziert.
Weiterhin entstand in Halle das "Sicherheitskonzept Globaler Wandel", das einzige bekannt gewordene außen- und sicherheitspolitische Konzept der DDR-Bürgerrechtsbewegung.
Am 7. Oktober 1989, dem 40. Gründungstag der DDR, kam es im Anschluss an eine Kirchenveranstaltung zu einem ersten öffentlichen Protest in Halle. 48 Teilnehmer wurden verhaftet, aber nach kurzer Zeit freigelassen. Am 16. Oktober 1989 waren es etwa 1.500 Menschen, die für Gewaltfreiheit und politische Freiheit demonstrierten. Am 23. Oktober 1989 waren es bereits über 7.000. Daraufhin sah sich Oberbürgermeister Eckhard Pratsch (SED) gezwungen, Dialogbereitschaft zu zeigen und erklärte sich bereit, auf einer Dialogveranstaltung im Volkspark teilzunehmen, an der 6.000 Bürger teilnahmen. Dort zeigte sich jedoch wenig Veränderungsbereitschaft auf Seiten der Machthaber. Am 30. Oktober nahmen mehr als 50.000 Menschen an der Montagsdemonstration in Halle teil. Am 6. November waren es sogar 80.000 Menschen, die den Rücktritt der ersten Sekretärs der Bezirks-SED Hans-Joachim Böhme forderten. Am 9. November 1989 musste Böhme zurücktreten und Roland Claus übernahm das Parteiamt.